# Peter Murbeck
Peter Murbeck, född den 25 april 1708 i Karlskrona, död den 8 december 1766, var en svensk präst, pietist och berömd folkpredikant.

## Biografi
Murbeck blev 1723 student vid Lunds universitet, prästvigdes 1731 och tjänstgjorde därefter vid tyska och svenska församlingarna i Malmö samt i Helsingborg och Hässlunda. Överallt, där han uppträdde, verkade han med brinnande nit och iver, särskilt för barnundervisningen, men bestraffade även skoningslöst de gängse synderna. Många blev därigenom hans vänner, andra hans bittra fiender, så att både gott och ont rykte flitigt utspriddes om honom. Sålunda börjades 1737, om än utan påföljd, vid Malmö rådhusrätt en långvarig rättegång mot honom för brott mot konventikelplakatet. 
År 1740 inberättades till domkapitlet i Lund, att Murbeck hyste åtskilliga pietistiska åsikter i likhet med kyrkoherden i Frillestad Carl von Bergen, med vilken Murbeck under sin tjänstgöring i Hässlunda flitigt umgicks. Till svar därpå ingav Murbeck till domkapitlet sin berömda trosbekännelse och blev med anledning därav inkallad för nämnda myndighet samt efter undergånget förhör 21 april 1741 tills vidare suspenderad från prästerlig tjänstgöring.
Som grund uppgavs bland annat att han låtit begrava två lik utan att kasta jord på dem och vid sockenbud begagnat vanligt grovt bröd i stället för oblater, samt att han, enligt domkapitlets förmenande, i de till prästämbetet hörande stycken inte förkovrat sig så som han bort, utan vid åtskilliga tillfällen brukat "mörka och svåra" utlåtelser, av vilka framgått, att han "in dogmaticis" behövde undervisning. 
Tillika blev han instämd inför häradsrätt och för olovliga sammankomster dömd att böta 200 daler silvermynt, vilken dom dock upphäfdes av hovrätten. Först 1746 blev suspensionen upphävd av K. M:t, sedan Justitierevisionen påvisat, att domkapitlet "nog hårdt" förfarit med Murbeck, då somliga av de honom påbördade felen var ogrundade och de övriga inte härrört av vare sig uppsåt eller ondska. 
Samma år blev Murbeck svensk predikant vid finska församlingen i Stockholm och 1747 hjälppräst hos den bekante Erik Tolstadius i Jakobs församling där. Från denna tidpunkt härleder sig hans verk Murbecks inrättning för fattiga flickor, numera benämnd Murbeckska stiftelsen. År 1750 utnämndes Murbeck till komminister i Hedvig Eleonora församling och låg där från 1757 i häftig fejd med den då till kyrkoherde i samma församling utnämnde A.K. Rutström, som var tillgiven herrnhutismen. 
År 1761 tillträdde Murbeck Fridlevstads och Rödeby pastorat i Blekinge. Efter hans död 1766 utkom i flera upplagor hans ovannämnda inlaga till konsistoriet i Lund, kallad Peter Murbecks trosbekännelse (tryckt 1770), samt samlingar av predikningar av Murbeck (tryckt 1768) och delar av Peter Murbecks catechetiska arbete (1:a delen, Förklaring öfver Guds heliga lag, senast 1871). 
Peter Murbeck var son till smeden Jöns Murbeck och Maria, född Sporselia. En bror till Murbeck var Lorenz Muhrbeck (1700–1769), från 1743 amiralitetssuperintendent i Karlskrona, och en son till denne var Karl Fredrik Muhrbeck (1737–1795), vid sin död utnämnd biskop i Visby stift, vars bibliotek, uppgående till 3 000 volymer, av två arvingar skänktes till Västerås gymnasium, där den ene av dem, prosten Johan Gottmarck, var lektor.